# Club Balonmano Cangas
El Club Balonmán Cangas, llamado Frigoríficos del Morrazo por motivos de patrocinio, es un equipo de balonmano español de la localidad gallega de Cangas de Morrazo, en la provincia de Pontevedra. Fue fundado en 1961 y actualmente juega en la Liga Asobal, máxima categoría del balonmano español. Disputa sus partidos como local en el Pabellón Municipal O Gatañal.

## Historia
Nacido en 1961 como un equipo de aficionados en categoría juvenil y 7 años después como equipo sénior, el Balonmán Cangas fue creciendo progresivamente hasta alcanzar en el año 1995 el ascenso a la máxima liga española. En los últimos 20 años ha sido capaz de mantenerse 15 años en dicha categoría, incluso en las etapas en las que la liga Asobal se consideraba la mejor liga del mundo, destacando la fortaleza en su pabellón (conocido popularmente como "O Fervedoiro", debido a la gran atmósfera de ruido y animación que crean sus fanes, reconocida como la mejor afición de balonmano de España).
Desde su último ascenso en el 2012, el equipo ha sufrido un crecimiento notable, que le ha llevado de luchar por la permanencia, meta que siempre fue y sigue siendo prioritaria en el club, a ansiar objetivos más ambiciosos. Tanto es así que la temporada 2015/2016 se confirma como la más productiva del club, compitiendo en la Copa EHF, alcanzando los cuartos de la copa y obteniendo el tercer puesto al final de la primera vuelta, meta que le permitió jugar contra el Barcelona en la competición a 4 de la Copa Asobal.

## Plantilla 2024-25
|  | Porteros - 01 Luka Krivokapić - 12 Javier Fernández - 16 Mateo Pallas - 20 Jorge Pérez Extremos izquierdos - 09 Aron Díaz - 19 Arnau Fernández - 23 Martín Fuentes Extremos derechos - 21 Jaime Gallardo - 24 Javier Iglesias Azurmendi - 77 Gael Blanco Pívots - 02 Mohammed Essam - 10 Juan Carlos Quintas - 74 Omar Sherif - 97 Juan Rodríguez | Laterales izquierdos - 04 Brais González - 06 Mads Thymann - 25 Rares Fodorean Centrales - 17 Manuel Pérez - 18 Rajmond Toth - 44 Santi López Laterales derechos - 11 Rubén Río - 14 Martín Gayo |

### Cuerpo Técnico
- Entrenador: Nacho Moyano
- Ayudante del entrenador: Felipe Verde
- Oficial: Aitor Abal
- Oficial: Serxio Lemos
- Oficial: Felipe Verde
- Oficial: Orlando Galiñanes
- Oficial: Francisco Rodríguez
- Médico: Manuel Caeiro